# Grazia Pierantoni-Mancini

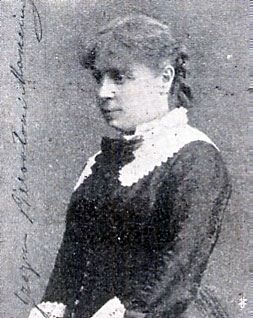
Grazia Pierantoni-Mancini

Grazia Pierantoni-Mancini (* 16. Mai 1841 in Neapel; † 12. Mai 1915 in Rom) war eine italienische Schriftstellerin und Dichterin.
Sie war die Tochter des Juristen Pasquale Stanislao Mancini und der Dichterin Laura Beatrice Mancini geb. Oliva. Nach der Revolution von 1848 zog die Familie nach Turin. Im Jahr 1868 heiratete sie den Juristen Augusto Pierantoni, der wie ihr Vater fünf Jahre später zu den Gründern des Institut de Droit international (Institut für Völkerrecht) in Gent zählte.
Ihre ersten literarischen Werke waren Kinderkomödien, die im Familienkreis aufgeführt wurden. Später schrieb sie vor allem Gedichte und Novellen.

## Werke (Auswahl)
- Teatro per le fanciulle. Neapel 1874
- Poesie. Bologna 1879
- Marito ed avvocato. Fratelli Pallotta, Neapel 1892
- Una pagina di storia. Forzani, Rom 1898
- Impressioni e Ricordi. Cogliati, Mailand 1908

### Werke in deutscher Übersetzung
- Am Tiber. Novelle. Autorisierte Übersetzung von Therese Hoepfner. Reimer, Berlin 1892
- Das Haus versteckt, aber verliert nichts. Novelle. Aus dem Italienischen von Pauline Dorosa. In: Paul Heyse (Hrsg.): Italienische Novellisten, Bd. 5. Grunow, Leipzig 1878 (Digitalisat bei Google Books)
- Lydia. Roman. Übersetzt von Helene Lobedan. Mit einer Einleitung von Fanny Lewald. Spemann, Stuttgart o. J. („Deutsche Hand- und Hausbibliothek“, Bd. 23)
- Maddalena. Gedicht in: Paul Heyse (Hrsg.): Lyriker und Volksgesang (= Italienische Dichter seit der Mitte des 18ten Jahrhunderts. Uebersetzungen und Studien von Paul Heyse, Bd. 4). Wilhelm Hertz, Berlin 1889, S. 144–149 (Digitalisat bei Google Books)